# Litoral Piauiense
Litoral Piauiense is een van de 15 microregio's van de Braziliaanse deelstaat Piauí. Zij ligt in de mesoregio Norte Piauiense en grenst aan de microregio's Baixo Parnaíba Maranhense (MA), Baixo Parnaíba Piauiense, Campo Maior, Ibiapaba (CE) en Litoral de Camocim e Acaraú (CE). De microregio heeft een oppervlakte van ca. 9.658 km². In 2006 werd het inwoneraantal geschat op 293.192.
Veertien gemeenten behoren tot deze microregio:
- Bom Princípio do Piauí
- Buriti dos Lopes
- Cajueiro da Praia
- Caraúbas do Piauí
- Caxingó
- Cocal
- Cocal dos Alves
- Ilha Grande
- Luís Correia
- Murici dos Portelas
- Parnaíba
- Piracuruca
- São João da Fronteira
- São José do Divino

Mesoregio's: Centro-Norte Piauiense · Norte Piauiense · Sudeste Piauiense · Sudoeste Piauiense

Microregio's: Alto Médio Canindé · Alto Médio Gurguéia · Alto Parnaíba Piauiense · Baixo Parnaíba Piauiense · Bertolínia · Campo Maior · Chapadas do Extremo Sul Piauiense · Floriano · Litoral Piauiense · Médio Parnaíba Piauiense · Picos · Pio IX · São Raimundo Nonato · Teresina · Valença do Piauí